# Giuseppe Rum
Die Giuseppe Rum ist ein RoPax-Schiff der italienischen Reederei Toremar.

## Geschichte
Die Fähre wurde für Maregiglio von der italienischen Werft Cantiere Navale F. Lli Giacalone gebaut. Das Schiff wurde am 30. März 2005 abgeliefert und anschließend in Dienst gestellt. Toremar kaufte das Schiff im Jahr 2012 und setzt es seitdem auf der Route zwischen Porto Santo Stefano und Giglio ein.

## Ausstattung
An Bord der Giuseppe Rum gibt es eine Bar und ein Sonnendeck.
Außerdem bietet das Schiff Schlafsessel für die Unterbringung der Passagiere.